# Balthasar (III.) von Campenhausen

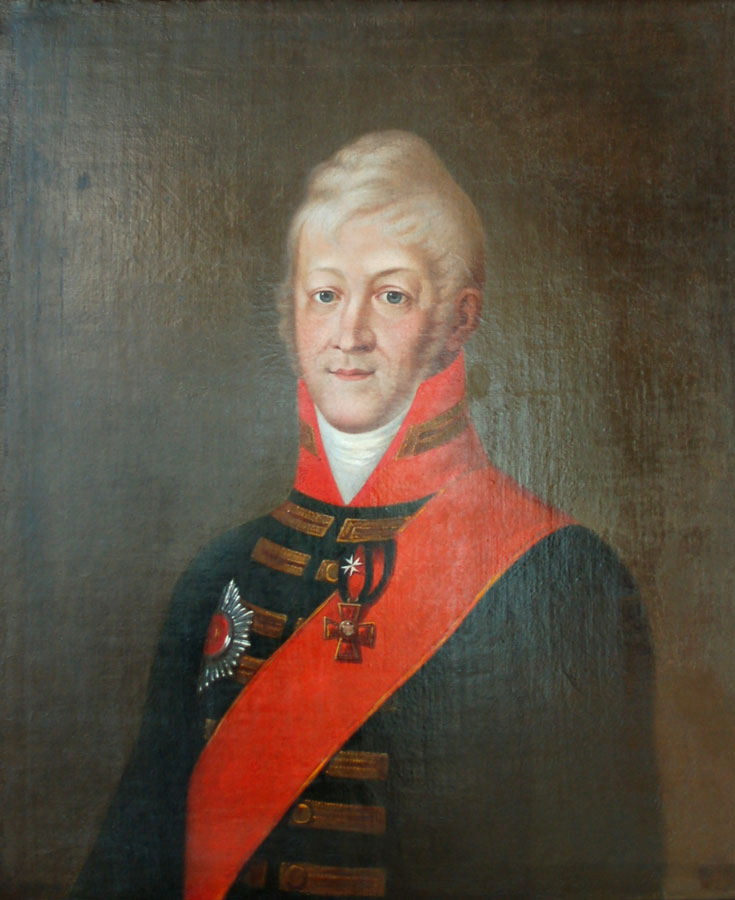
Balthasar von Campenhausen

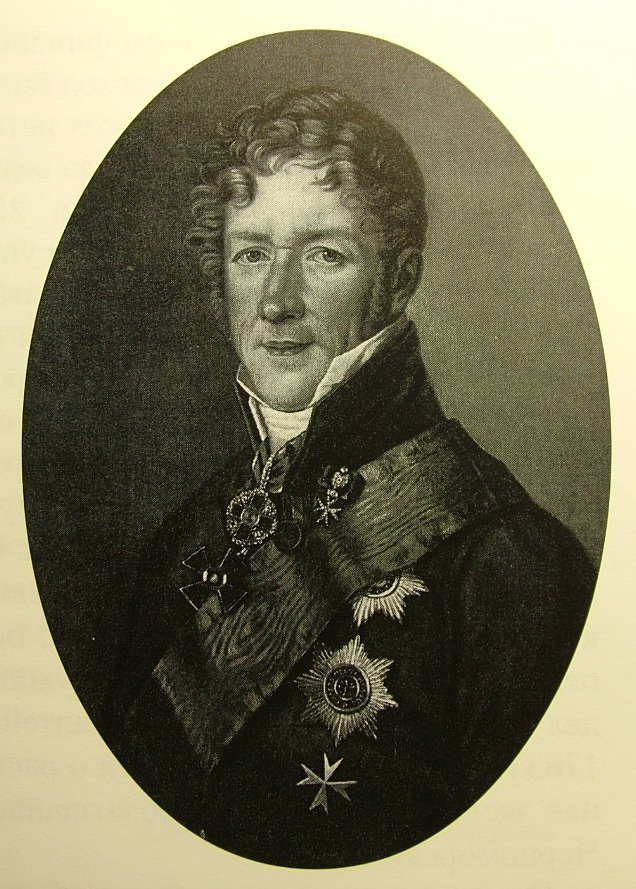
Balthasar von Campenhausen im vollen Ornat

Balthasar Freiherr von Campenhausen (russisch Балтазар Балтазарович Кампенгаузен; * 5. Januarjul. / 16. Januar 1772greg. auf Gut Lenzenhof (lettisch: Lenču muiža) bei Wenden, Livland; † 11. Septemberjul. / 23. September 1823greg. in St. Petersburg) war ein russischer Staatsmann baltendeutscher Abkunft.

## Familie
Balthasar von Campenhausen war der älteste Sohn des kaiserlich russischen Senators, Geheimen Rates, Zivilgouverneurs von Livland, Landrats und Gutsherren zu Orellen, Balthasar Freiherr von Campenhausen und seiner Frau Sophie Eleonore von Campenhausen, geb. Woldeck von Arneburg (1744–1791), der Erbin von Rohrbeck in der Altmark. Er ist der Enkel des russischen Generalleutnants und Generalgouverneurs Finnlands, Balthasar Freiherr von Campenhausen (der auch der Erbauer seines Geburtshauses auf dem Gut Orellen war) und seiner zweiten Ehefrau Helene Juliane geb. von Straelborn. Balthasar (III.) hatte noch drei Schwestern und drei Brüder. Sein Bruder Hermann (1773–1836) übernahm vom Vater das Gut Orellen und vermählte sich mit Gräfin Keyserling. Sein Bruder Christoph (1780–1841) war Mitglied des russischen Oberkonsistoriums in St. Petersburg. Seine Schwester Leocadie vermählte sich mit Magnus Barclay de Tolly, dem einzigen Sohn des russischen Generalfeldmarschalls und Kriegsministers Michael Andreas Barclay de Tolly. Seine Schwester Charlotte (1778–1831) heiratete den russischen Gouverneur Estlands, Gotthard Wilhelm von Budberg-Bönninghausen. Seine Schwester Sophie wurde russische Hofdame der Erbprinzessin Helene Paulowna von Mecklenburg [-Schwerin], Oberhofmeisterin der  Erbgroßherzogin Alexandrine von Mecklenburg [-Schwerin] und Ehefrau des mecklenburgischen (ersten) Ministers Leopold von Plessen

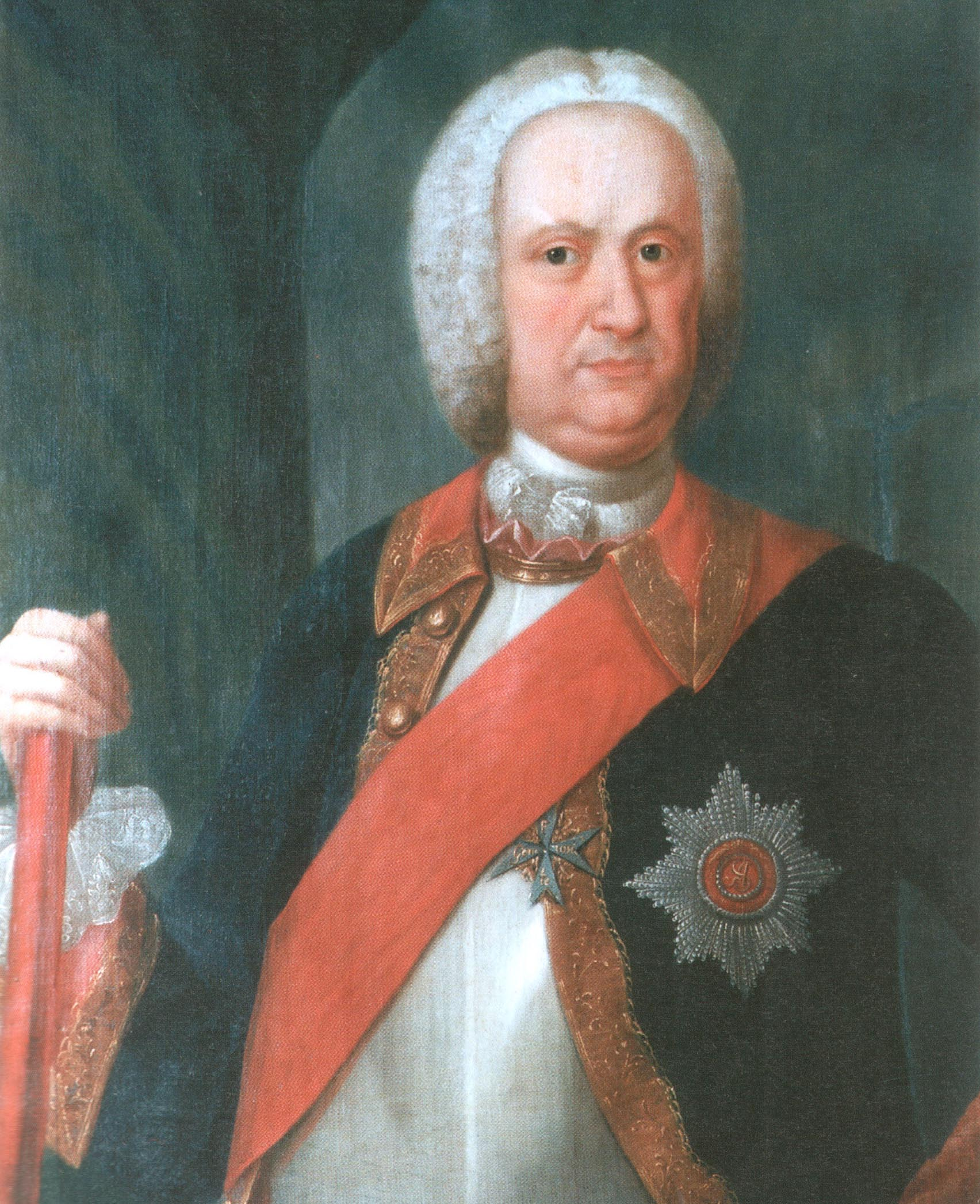
Großvater Balthasar (I.)
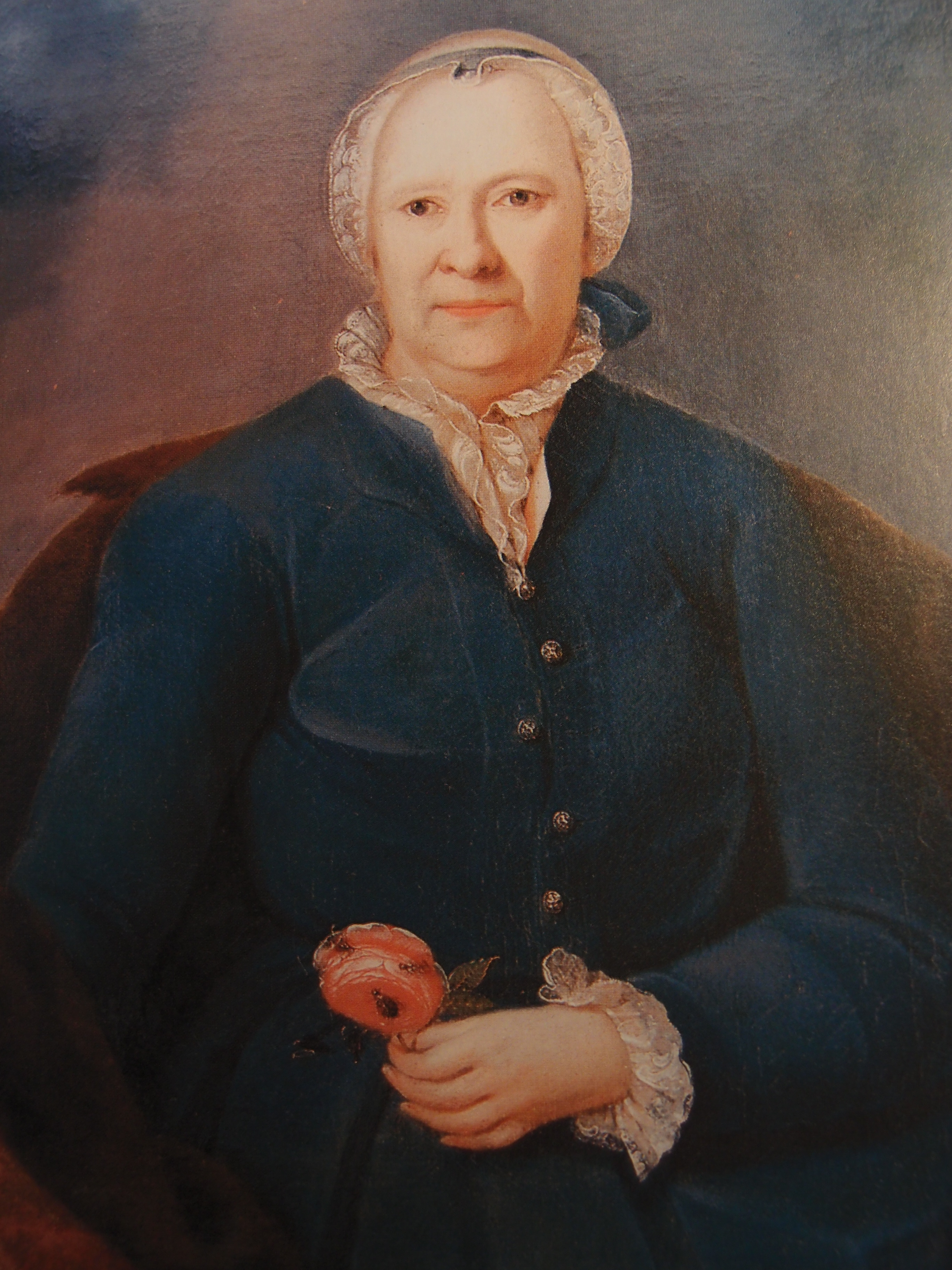
Großmutter Helene
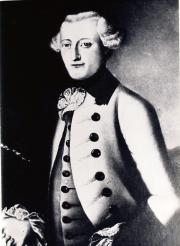
Vater Balthasar (II.)
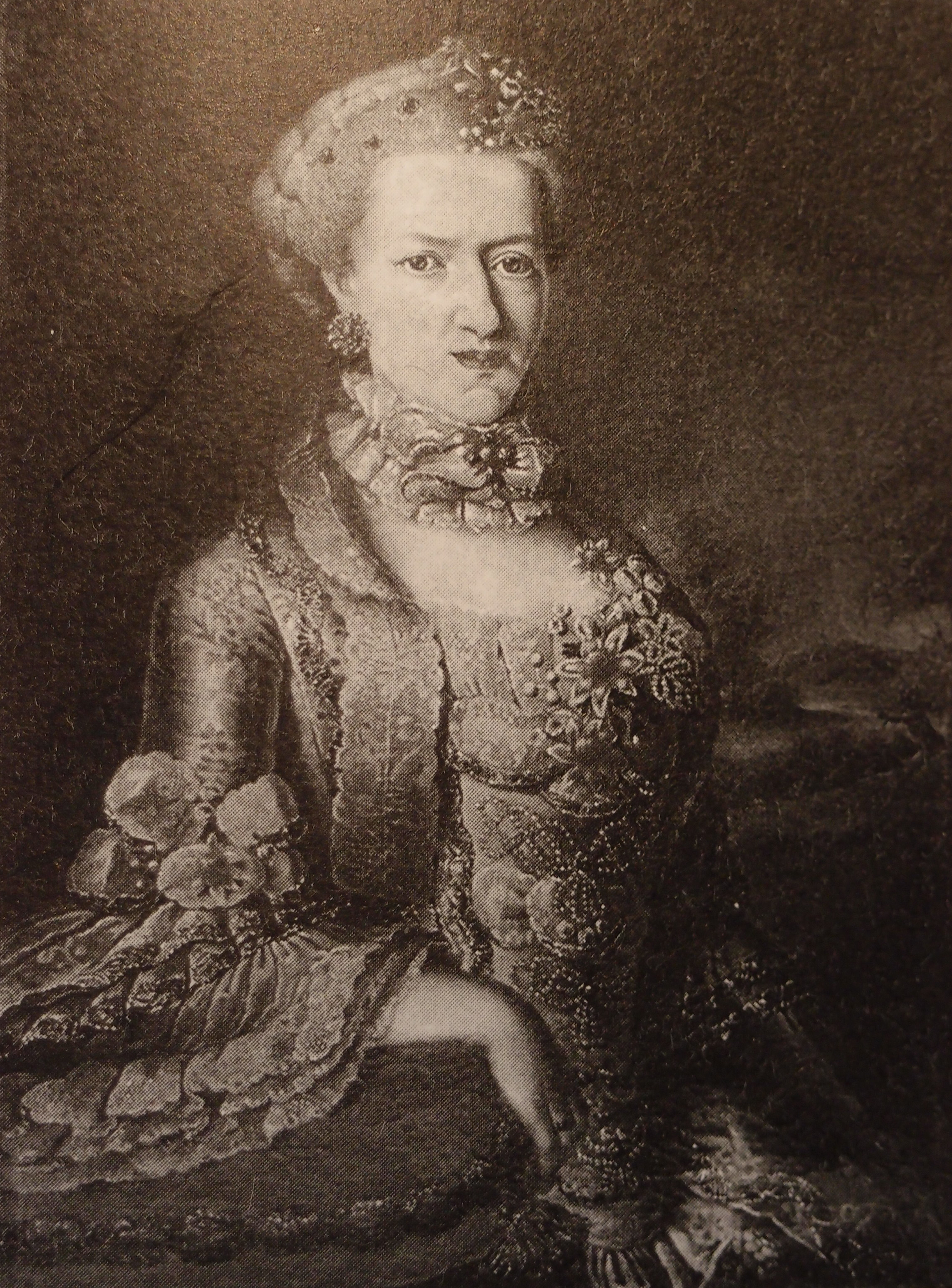
Mutter Sophie Eleonore
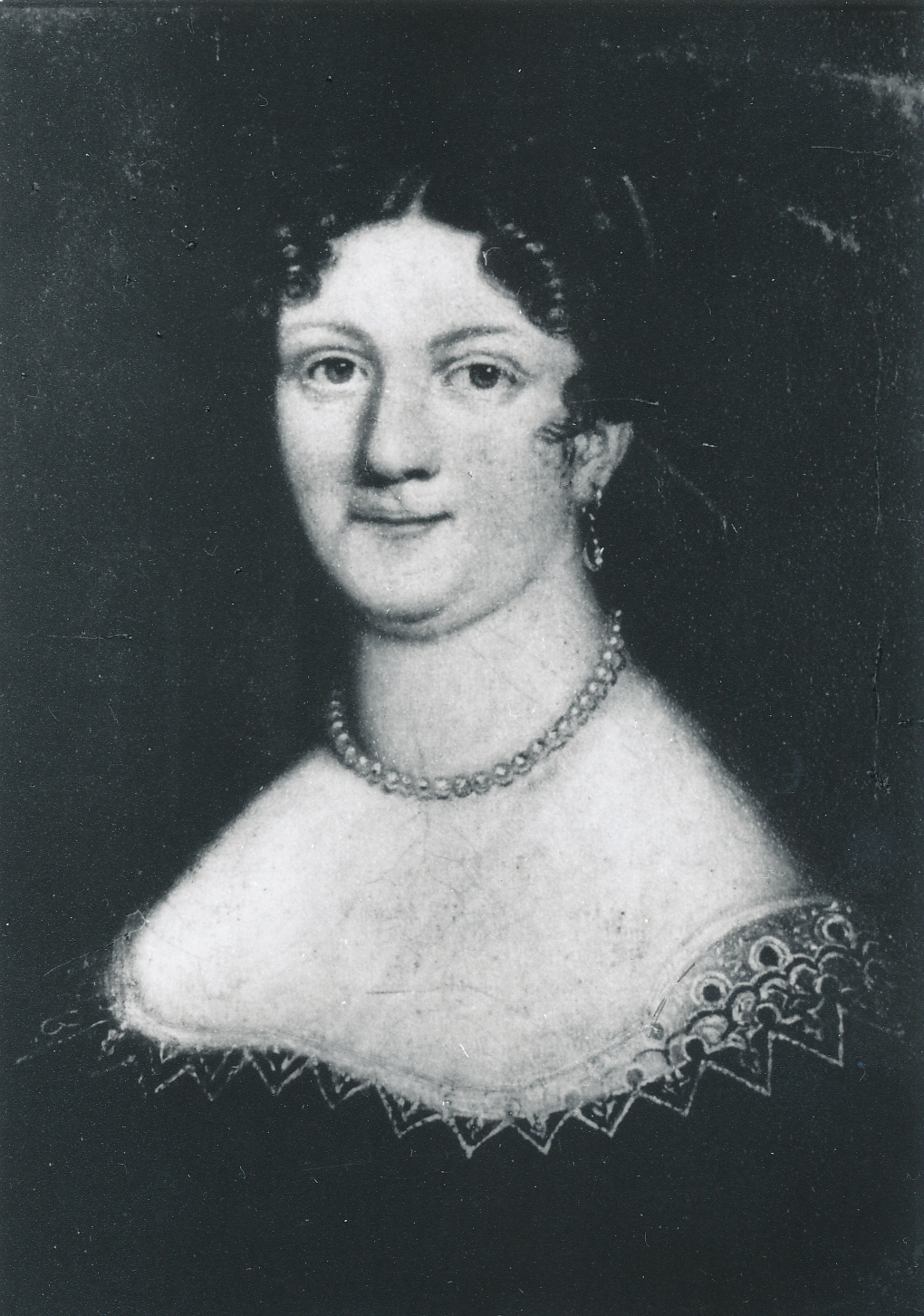
Schwester Sophie

## Leben

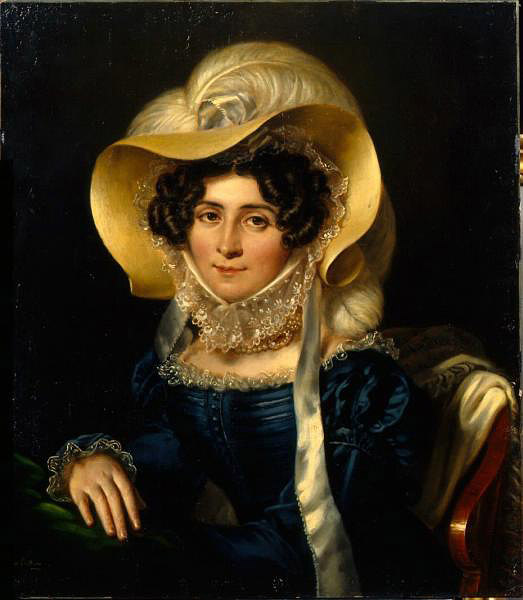
Russische Ehefrau Proskovia (1780–1869)

Balthasar von Campenhausen studierte an den Universitäten Leipzig, Wittenberg und Göttingen und schloss das Studium mit der Dissertation über das Thema Entwürfe zu physikalischen Völker-, Religions- und Kulturkarten des russischen Reiches ab. Er trat dann in den russischen Staatsdienst ein und war im diplomatischen Dienst in Polen und Schweden tätig. Von Campenhausen leitete außerdem die Reorganisation der Handelsschule und der Chirurgischen Klinik in St. Petersburg. Zar Alexander I. ernannte ihn zum Direktor des 3. Departments (Medizinisches Departement) im russischen Innenministerium. Im Jahr 1802 wurde er durch den Zaren in die russischen Provinzen am Schwarzen Meer gesandt, um dort Maßnahmen zur Verbesserung des Handels und außerdem Quarantänemaßnahmen zur Verhinderung der Ausbreitung der Pestepidemie aus der Türkei und Persien zu treffen.
1805 wurde Balthasar von Campenhausen zum Gouverneur von Taganrog ernannt. Dort entwickelte er eine rege Tätigkeit: der Ausbau des Hafens, die Anlage neuer Warenspeicher, die Intensivierung der Küstenschifffahrt, die Gründung einer Seefahrtsschule, einer Handelskammer, einer Apotheke, sowie die Verbesserung der ärztlichen Versorgung sind ihm zuzuschreiben. Die Stadt wurde systematisch geplant ausgebaut, mit künstlicher Beleuchtung durch Öllampen, Anlage des Stadtparks (heute Gorki-Park) und neuen Straßen. Mehrere Straßen in der heutigen Stadt tragen seinen Namen.
1809 wurde Campenhausen nach St. Petersburg zurückberufen und zum Finanzminister ernannt, 1810 wurde er Kammerherr, Geheimrat und Mitglied des Staatsrats und 1811 Senator. 1823 wurde er zum Innenminister ernannt, er starb jedoch schon kurz nach Amtsantritt.
Balthasar (III.) war der einzige Campenhausen, der mit seiner Ehefrau Proskovia (Praskovya) eine orthodoxe Russin geehelicht hatte; er blieb unbeschadet dieser Ehe den religiösen familiären Traditionen derer von Campenhausen treu.

## Orden und Ehrenzeichen
- St. Annen-Orden 1. Klasse (1802)
- Ritter des St. Alexander Newski-Ordens (1818)
- St. Wladimir-Orden 1. Klasse (1821)

## Werke

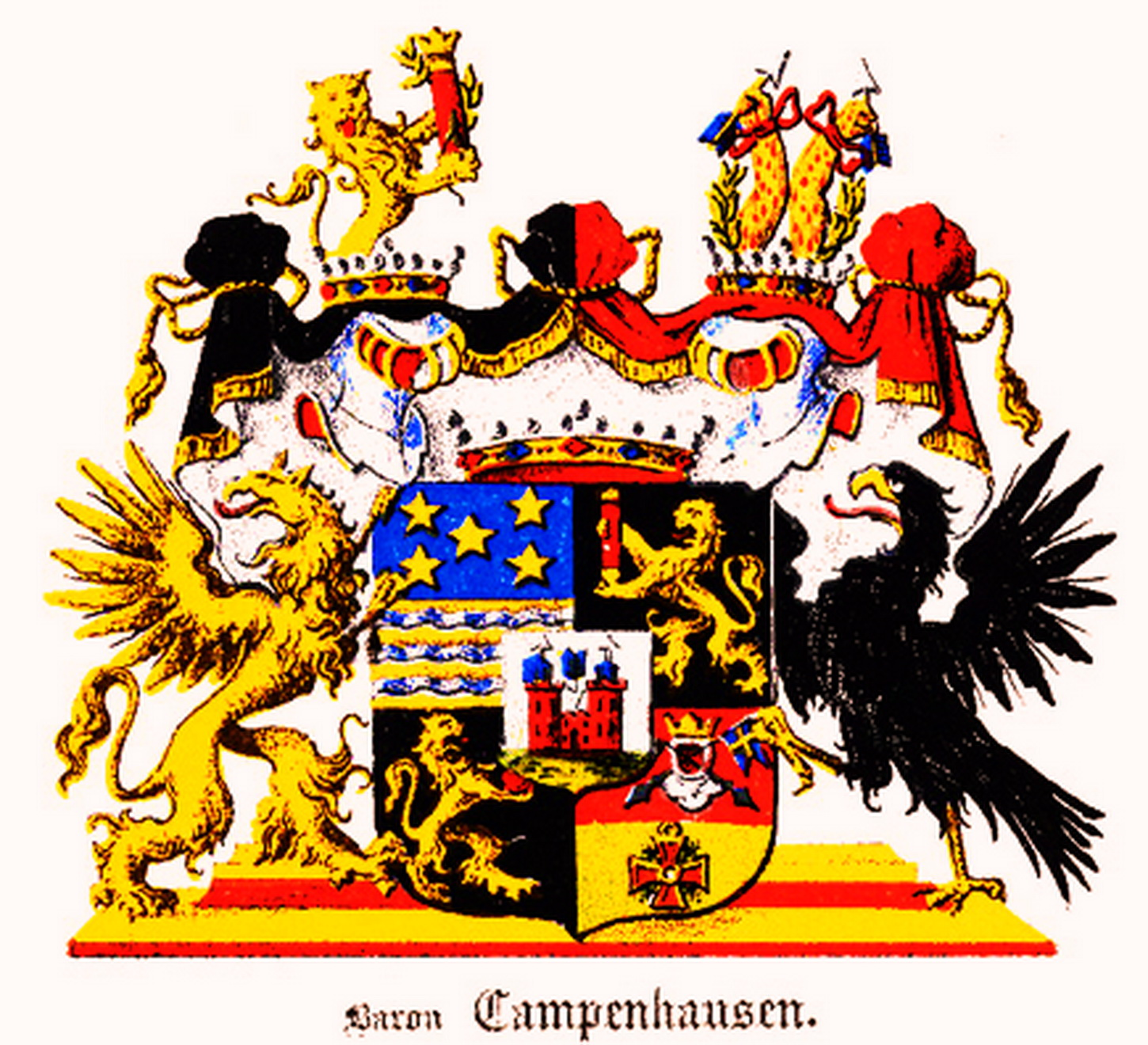
Das Wappen derer von Campenhausen

- Versuch einer geographisch-statistischen Beschreibung der Statthalterschaften des russischen Reichs. I. Statthalterschaft Olouez. Göttingen, 1792
- Elemente des russischen Staatsrechts, oder Hauptzüge der Grundverfassung des russischen Kaiserthums. Göttingen, 1792
- Auswahl topographischer Merkwürdigkeiten des St. Peterburgischen Gouvernements. Riga, 1797
- Liefländisches Magazin, oder Sammlung publicistisch-statistischer Materialien zur Kenntniss der Verfassung und Statistik von Liefland. Gotha, 1803
- Genealogisch-chronologische Geschichte des allerdurchlauchtigsten Hauses Romanow und seines vorälterlichen Stammhauses. Leipzig, 1805